# Vuelo 1862 de El Al
El vuelo 1862 de El Al fue un accidente de aviación que tuvo lugar el 4 de octubre de 1992 en Ámsterdam, Países Bajos. Un avión de carga Boeing 747 de la compañía El Al, procedente de Nueva York, realizó una escala en el aeropuerto de Ámsterdam-Schiphol para cargar combustible en sus depósitos y realizar diversas operaciones en tierra. Tras esta parada técnica, se programó su vuelo para continuar su viaje hasta Tel Aviv, pero unos minutos después de despegar, perdió los dos motores del ala derecha, volviéndose incontrolable y estrellándose en un vecindario de Ámsterdam llamado Bijlmermeer. Por esta razón, el accidente es también conocido como el desastre de Bijlmer.

## Accidente
El 4 de octubre de 1992 un avión de carga Boeing 747-258F con matrícula 4X-AXG realizaba un vuelo desde Nueva York hasta Tel Aviv con escala en el aeropuerto Schiphol de Ámsterdam. Durante el viaje entre Nueva York y Ámsterdam, se detectaron al menos tres incidentes: fluctuaciones en la velocidad marcada por el piloto automático, problemas con la radio de onda corta y fluctuaciones en el voltaje del motor número 3. Finalmente aterrizó en Schiphol a las 2:31 p. m. hora local. En tierra, el avión fue repostado de combustible, se resolvieron temporalmente los incidentes de acuerdo con el manual y además se cargaron nuevos bultos.

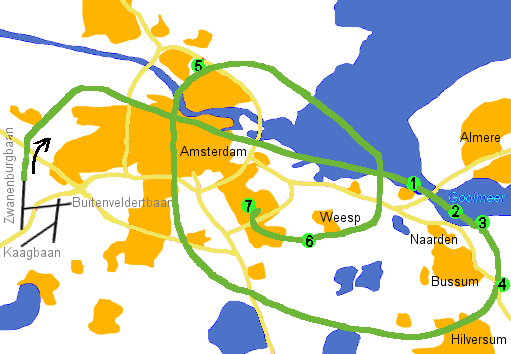
Secuencia de los hechos:
1. Los motores 3 y 4 se desprenden del ala.
2. Lugar en que impactaron los motores.
3. Primera señal de mayday realizada por la tripulación.
4. El piloto reporta fuego en el motor.
5. El piloto reporta problemas con los flaps.
6. El avión se vuelve incontrolable.
7. Lugar de impacto del avión.

El avión, con hora prevista para despegue a las 5:30 p. m., finalmente no dejó pista hasta las 6:22 p. m. Enseguida se enfiló en la ruta adecuada ganando altura. Después de haber realizado un giro, cuando sobrevolaba el lago Gooimeer ganando altura a 6500 pies, se oyó desde el interior de la cabina un gran ruido sordo. El motor número 3, situado en el ala derecha, se había separado del avión dañando los dispositivos hipersustentadores y golpeando al motor número 4, que también se desprendió. El capitán realizó una llamada de mayday al aeropuerto indicando que no tenían potencia en los motores número 3 y 4 (ellos no sabían que dichos motores se habían desprendido porque no tenían visibilidad del ala).
La tripulación decidió efectuar un aterrizaje de emergencia, para lo que pidió la pista número 27 del aeropuerto. Las condiciones meteorológicas en dicha pista indicaban que el avión tendría el viento en cola, es decir, que le entraría por detrás afectando a la sustentación del aparato y, por lo tanto, dificultando la maniobra. Para la aproximación, se realizaron dos círculos de descenso. En el segundo, el capitán del avión manda extender los dispositivos hipersustentadores de la aeronave, pero tanto los hipersustentadores de salida (flaps), como los del borde de ataque (slats) del ala derecha no funcionaban porque habían sido dañados durante el desprendimiento de los motores. Con esta configuración, a medida que iban perdiendo velocidad, debido al efecto asimétrico de los flaps se incrementaba la diferencia de sustentación que proporcionaba el ala izquierda frente a la derecha. Esto hacía que el avión tuviera tendencia a alabear hacia la derecha, efecto que fue más acusado porque, para mantener la velocidad de la aeronave, se suministró más potencia a los motores 1 y 2, mientras que los efectos de la tripulación para contrarrestarlo se veían mermados porque los alerones derechos se encontraban inoperativos. El avión siguió alabeando hasta alcanzar los 90° respecto de la horizontal, momento crítico en que el primer oficial de a bordo envió un mensaje al ATC de que estaban cayendo. Finalmente, a las 6:35 p. m. hora local, el Boeing 747 impactó directamente sobre un bloque de viviendas en Bijlmermeer, un barrio de Ámsterdam, matando a 39 residentes, a los tres miembros de la tripulación y al único pasajero del vuelo.

### Conversación final
La grabadora de voces de cabina (CVR) nunca fue recuperada. A continuación se transcriben las últimas comunicaciones con el control de tráfico aéreo (ATC).
- 19:28:09 El Al 1862: El Al 1862, mayday, mayday, tenemos una emergencia.
- 19:28:00 CONTROLADOR: El Al 1862, de acuerdo. Desvíese, KM237, girando a la izquierda hacia 090.
- 19:28:06 CONTROLADOR: El Al 1862, ¿quieres volver a Schiphol?
- 19:28:09 El Al 1862: Afirmativo, mayday, mayday, mayday.
- 19:28:11 CONTROLADOR: Gire a la derecha hacia dos seis cero, ¿tienes campo... detrás de ti, ¿eh.... en suroeste, ¿eh... a uno con ocho millas de distancia.
- 19:28:17 El Al 1862: De acuerdo, tenemos fuego en el motor número tres, tenemos fuego en el motor número tres.
- 19:28:22 CONTROLADOR: De acuerdo, sitúense en dos siete cero a favor del viento.
- 19:28:24 El Al 1862: Dos siete cero a favor del viento.
- 19:28:31 CONTROLADOR: Viento de 21 nudos de velocidad en la superficie 040.
- 19:28:35 El Al 1862: De acuerdo.
- 19:28:45 El Al 1862: El Al, uno ocho seis dos, hemos perdido el motor número tres y el número cuatro, el número tres y el número cuatro.
- 19:28:50 CONTROLADOR: De acuerdo, uno ocho seis dos.
- 19:31:41 El Al 1862: El Al, uno ocho seis dos, perdemos altitud.
- 19:32:12 El Al 1862: El Al, uno ocho seis dos, el avión se escora.
- 19:34:58 CONTROLADOR: El Al, uno ocho seis dos, seguir descendiendo hasta mil quinientos pies... mil quinientos.
- 19:35:03 El Al 1862: Mil quinientos y tenemos un problema de control.
- 19:35:06 CONTROLADOR: Usted tiene un problema de control, no es así, Roger.
- 19:35:25 El Al 1862: Cayendo... eh... uno ocho seis dos, cayendo, cayendo, cayendo (al fondo se oye en hebreo: sube todos los flaps, todos los flaps arriba, baja el tren de aterrizaje).

## Tripulación
La tripulación se componía de tres personas: el capitán, el primer oficial y el ingeniero de vuelo. Todos tenían una amplia experiencia en su campo.
Capitán
- Nombre: Yitzhak Fuchs
- Fecha de nacimiento: 21 de enero de 1933.
- Nacionalidad: Israelí
- Profesión: Piloto de transporte contratado por EI AI desde el 2 de agosto de 1964.
- Última revisión médica: 7 de junio de 1992. Debe llevar gafas durante el ejercicio de su trabajo. Licencia válida hasta el 31 de enero de 1993.
- Licencia: Israelí ATPL número 340. Concedida el 20 de septiembre de 1960. Última revisión el 11 de abril de 1992. Certificado en grupo A+C, Boeing 707, Boeing 747 e instrumentos de aeronaves.
- Experiencia de vuelo: 25 000 horas.
- Experiencia en Boeing 747: 9500 horas, de las cuales 233 durante los últimos 3 meses.[4]

Primer oficial
- Nombre: Arnon Ohad
- Fecha de nacimiento: 7 de mayo de 1960.
- Nacionalidad: Israelí
- Profesión: Piloto de transporte contratado por EI AI desde el 17 de noviembre de 1991.
- Última revisión médica: 20 de junio de 1992. Licencia válida hasta el 20 de junio de 1993.
- Licencia: Israelí ATPL número 2844. Concedida el 4 de noviembre de 1987. Última revisión el 25 de julio de 1992. Certificado en grupo A+B+C, Boeing 707,1A-1124,ARAVA 101,C12D, Boeing 747 e instrumentos de aeronaves.
- Experiencia de vuelo: 4288 horas.
- Experiencia en Boeing 747: 612 horas, de las cuales 151 durante los últimos 3 meses.[5]

Ingeniero de vuelo
- Nombre: Gedalya Sofer
- Fecha de nacimiento: 23 de mayo de 1931.
- Nacionalidad: Israelí
- Profesión: Ingeniero de vuelo contratado por EI AI desde el 19 de junio de 1955.
- Última revisión médica: 25 de agosto de 1992. Debe llevar gafas correctoras durante el ejercicio de su profesión. Licencia válida hasta el 28 de agosto de 1993.
- Licencia: Licencia de ingeniero de vuelo israelí número 82. Concedida en 1954. Última revisión el 23 de mayo de 1992. Certificado en aviones turborreactores Boeing 747 y Boeing 707.
- Experiencia de vuelo: 26 000 horas.
- Experiencia en Boeing 747: 15 000 horas, de las cuales 222 durante los últimos 3 meses.[5]

## Avión
- Avión: Boeing 747-258F
- Fabricante: Boeing Company
- Año de construcción: 1979
- Envergadura: 59,64 m
- Largo: 70,66 m
- Alto: 19,33 m

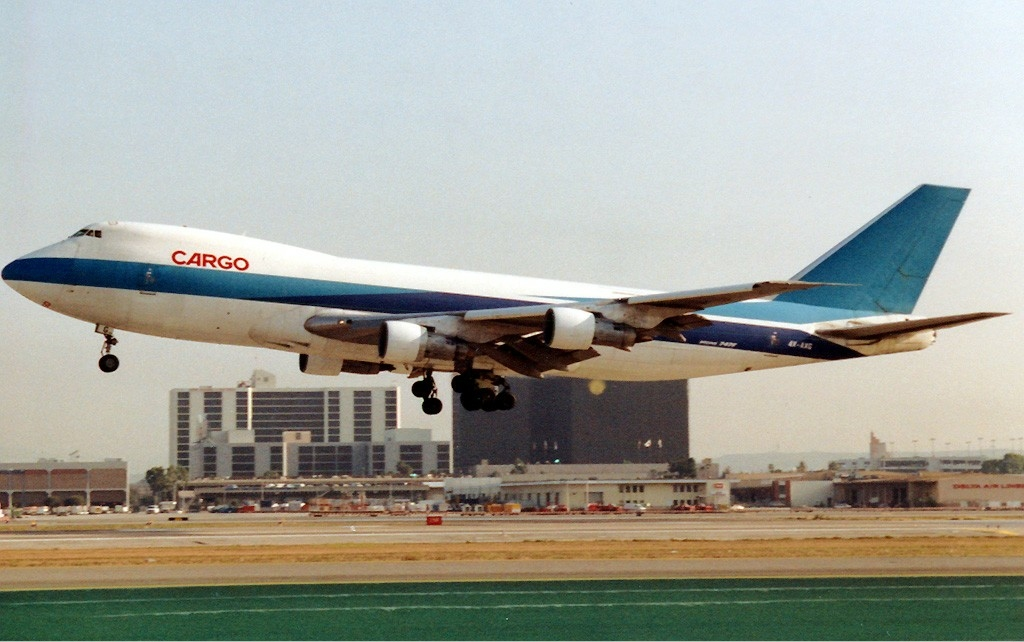
4X-AXG, el avión involucrado, visto en el Aeropuerto Internacional de Los Ángeles el 23 de agosto de 1992, aproximadamente seis semanas antes del accidente.

- Velocidad de crucero: 907 km/h
- Velocidad máxima: 981 km/h
- Techo de vuelo: 13 715 m
- Alcance: 12 778 km
- Motores: 4 Pratt & Whitney JT9D-7 J
- Carga útil en el momento del accidente: 112 490 kg
- Horas de vuelo acumuladas: 45 746 horas
- Ciclos de vuelo acumulados: 10 107 ciclos

El avión había superado correctamente todas las revisiones exigidas y había incorporado a tiempo todas las Directivas de Aeronavegabilidad (ADs) vigentes. Por su parte, el pylon número 3 había sido revisado el 17 de junio de 1992, y desde entonces acumulaba 257 ciclos de vuelo.

## Carga
Aunque en un principio se afirmó que la carga del avión eran flores y vegetales, realmente el avión transportaba diverso armamento relacionado con los acuerdos militares que mantienen los gobiernos estadounidense e israelí. Entre otras cosas llevaba explosivos, munición y piezas de repuesto para misiles AIM-9. Pero además, transportaba materiales altamente peligrosos, como uranio empobrecido y dimetil metilfosfonato. El dimetil metilfosfonato no está clasificado como tóxico, pero produce daños al ser inhalado, bebido o absorbido por la piel; es un componente que puede ser utilizado para fabricar gas Sarín. Este gas iba a ser recibido por el Instituto Israelí de Investigación Biológica, importado con licencia del Departamento de comercio de los Estados Unidos. El Gobierno israelí negó en todo momento que la carga fuese peligrosa, ya que alegó que estos materiales iban a ser utilizados principalmente para realizar ensayos en el desarrollo de filtros defensivos frente a amenazas químicas.
Los datos sobre la carga real del avión no fueron anunciados oficialmente hasta 1998, poniendo en peligro la vida de los equipos de rescate en el momento del accidente. Sin embargo, las autoridades neerlandesas confirmaron que ellos sí que estaban al corriente de la carga real que se transportaba.

## Fallecidos
El número de víctimas se estimó en un principio entre 100 y 200; finalmente fueron 43, gracias a que el avión era de carga y a que la mayoría de los residentes no habían llegado a sus hogares a la hora del accidente. Se ha especulado que el número de víctimas podía ser mayor, debido a que se pensaba que el edificio estaba habitado también por residentes ilegales no registrados cuyos cuerpos podrían haberse calcinado totalmente debido a que con la combustión del queroseno y la carga del aparato se alcanzaron temperaturas del orden de 1100 °C (2010 °F). Sin embargo, una investigación por parte del gobierno concluyó que el número de cuerpos encontrados entre los escombros coincidía más o menos con el número de desaparecidos, por lo que no había razones para sospechar que las víctimas hubieran sido más de 43 personas.
Las nacionalidades de las 4 personas del avión y 39 personas en tierra de Bijlmermeer incluyeron 11 países diferentes:
| Nacionalidad         | Tripulación | Pasajeros | Tierra | Total |
| -------------------- | ----------- | --------- | ------ | ----- |
| Israel               | 3           | 1         | 0      | 4     |
| Países Bajos         | 0           | 0         | 12     | 12    |
| Aruba                | 0           | 0         | 10     | 10    |
| Curazao              | 0           | 0         | 4      | 4     |
| Surinam              | 0           | 0         | 4      | 4     |
| Ghana                | 0           | 0         | 3      | 3     |
| Pakistán             | 0           | 0         | 2      | 2     |
| India                | 0           | 0         | 1      | 1     |
| Nigeria              | 0           | 0         | 1      | 1     |
| República Dominicana | 0           | 0         | 1      | 1     |
| Rumania              | 0           | 0         | 1      | 1     |
| Total                | 3           | 1         | 39     | 43    |

## Heridos y afectados
Un año después del incidente gran parte de las personas que estuvieron de algún modo en contacto con la tragedia (familiares, vecinos, equipos de rescate...) habían presentado secuelas que requirieron la atención de un psicólogo, combinadas con otras dolencias físicas. Los síntomas más frecuentes fueron: dolencias respiratorias, impotencia, insomnio, problemas estomacales y dolor o malestar general. El 67% de los afectados se encontraba afectado con Mycoplasma y sufría de dolencias similares a las del síndrome de la Guerra del Golfo o Síndrome de Fatiga Crónica.
Funcionarios neerlandeses de los departamentos gubernamentales de transporte y salud pública afirmaron que en el momento del accidente la carga del avión no entrañaba peligro para la salud. Els Borst, ministro de Salud Pública, afirmó que geen extreem giftige, zeer gevaarlijke of radioactieve stoffen ("ningún material muy tóxico, muy peligroso o radiactivo") estaba a bordo del avión. Sin embargo, en octubre de 1993, la investigación sobre la energía nuclear, Fundación Laka, informó de que la cola del avión contenía 282 kilogramos (620 libras) de uranio empobrecido para equilibrar el centro de gravedad del aparato, al igual que todos los aviones Boeing 747 en el momento, dato que no fue conocido durante el rescate y la recuperación de los restos del avión.

## El pylon
El pylon es la estructura que sujeta el motor a los puntos de anclaje del ala. El pylon del Boeing 747-258F se sujeta mediante cuatro anclajes al ala: uno delantero, otro trasero y dos en medio. Como los puntos de anclaje delanteros y traseros tienen un brazo alargador, en total se cuentan seis puntos de enganche con unos pasadores, también llamados «fuse pin». Los fuse pin están diseñados para que dado el caso de que el motor sufra una carga excesiva, como por ejemplo un aterrizaje forzoso, la estructura falle en ellos. Esto, en teoría, garantizaría que el motor se desprendiera de forma segura del ala sin dañar el resto de la estructura. En nuestro caso, esto no ocurrió así porque el pylon se desprendió, causando graves daños al resto del ala. El tipo de acoplamiento consiste en una orejeta hembra y otra macho, a través de la que se hace pasar el pasador que resiste los esfuerzos cortantes.

## Investigación
Desde un primer momento las autoridades oficiales descartaron la hipótesis de un atentado terrorista, entre otros motivos porque los fallos del avión fueron reportados por los pilotos cuando el aparato todavía volaba. De haberse tratado de un atentado, lo más probable habría sido que el avión hubiera sido destruido en el aire. El primer paso fue la recuperación de los restos de los motores 3 y 4, que se habían desprendido y caído en el lago Gooimeer. Para ese momento ya se sabía que la causa del accidente fue el desprendimiento de estos dos motores, así que el siguiente paso fue examinarlos en el laboratorio. Una vez realizado un análisis superficial de los motores y los pylon, se descubrió que el motor 3 se había desprendido y posteriormente impactado violentamente contra el 4. La estructura del pylon 4 falló por sobrecarga en el momento del impacto. Ahora quedaba por averiguar las causas por las que la estructura del pylon 3 había fallado. Las principales líneas de investigación fueron:
1. El anclaje delantero (upper link) falló primero.
2. El anclaje medio del lado del fuselaje (inboard midspar fitting/pin) falló primero.
3. El anclaje medio del lado opuesto al fuselaje (outboard midspar fitting/pin) falló primero.
4. Fallo simultáneo de los dos anclajes medios.
5. El anclaje trasero (diagonal brace) falló primero.
6. Sobrecarga estática.
7. Impacto de pájaros.
8. Fallo interno del motor.
9. El brazo del anclaje medio (side brace) falló primero.

Sin embargo, las hipótesis desde la 4 hasta la 9 fueron rechazadas en seguida:
- El fallo simultáneo de los dos anclajes medios solo se podría haber producido con una elevada carga lateral, hipótesis que rechazaron las primeras investigaciones.
- El examen del anclaje trasero indicó que su fallo se había producido debido a una sobrecarga de la estructura. La única explicación posible era que otros anclajes habían fallado antes que él, por lo que este tuvo que soportar mucha más carga de la normal.
- La caja negra reveló que no se produjo ninguna sobrecarga estática inusual.
- El examen de los motores no reveló la existencia de ningún cuerpo extraño, como por ejemplo restos de pájaros.
- Además, se reveló que los álabes continuaban girando en el momento en que los motores impactaron contra el lago, lo que significa que estaban en perfectas condiciones.
- El examen del side brace indicó que su fallo se debía a una sobrecarga en el momento del desprendimiento del motor.

Posteriores investigaciones demostraron finalmente que la única posibilidad cierta era que el fallo inicial se hubiera producido en los anclajes centrales. Dichos anclajes están fabricados en aleación de acero de alta resistencia 4330M.
Los anclajes medios del pylon consisten en dos estructuras con forma de orejeta que se amarran al macho del ala a través de un pasador. Gracias a que se recuperaron los motores se pudo observar que las orejetas del anclaje exterior estaban enteras, pero la orejeta exterior del anclaje interior se había fracturado. La investigación mostró que la orejeta se había curvado y fallado por una gran tensión. Además se comprobó que, mientras que la base de las orejetas del anclaje interior estaba intacta, la del exterior no. De esta manera podemos sacar dos conclusiones:
- El bulón del anclaje interior tuvo que fallar de tal manera que hiciese que la totalidad de la carga pasase a ser soportada por la orejeta exterior.
- En el momento de producirse el fallo del anclaje interior la orejeta macho del ala de esa zona tendió a separarse del anclaje.

Por el contrario, la orejeta macho del anclaje exterior golpeó la base de las orejetas del pylon. Esto explicaría los daños en la base de las orejetas del pylon exterior, mientras las interiores estaban intactas.
Para que se produzca un desprendimiento en caso de fallo, el pasador tiene menos sección en las zonas situadas entre las orejetas macho y hembra. Por suerte, se pudo recuperar parte del pasador exterior porque todavía estaba en las orejetas de anclaje exterior, así que se ha podido estudiar el tipo de fallo que causó la rotura del bulón exterior.
La sección fracturada del pasador recuperado es un claro caso de fatiga. En ella se puede apreciar muy bien cómo en la zona interior se produce una gran concentración de esfuerzos locales que dan lugar al punto de iniciación de grieta. A continuación se observan las características playas que van apareciendo paralelas al borde en la zona de crecimiento de grieta. Cada vez queda menos superficie útil capaz de transmitir los esfuerzos, hasta que hacia la mitad de la sección llega el momento en que la superficie neta es insuficiente y se produce la rotura completa, desgarrando la pieza y dando lugar a una superficie más rugosa.
Boeing realizó una investigación exhaustiva del fallo a fatiga producido y entre otras cosas examinó mediante microscopio las playas del crecimiento de grieta. En la ilustración podemos ver dicho análisis, donde se observa muy bien cada ciclo de crecimiento de grieta que se achaca a cada ciclo de vuelo. La investigación determinó que el crecimiento de la grieta había sido lento con un nivel de esfuerzos medios.
Tras haber analizado los restos encontrados y haber descartado varias hipótesis, la siguiente secuencia de los hechos es la más probable:
1. Fallo a fatiga del pasador del anclaje interior en la sección de menor área interior. Posteriormente, cuando la sección útil fue insuficiente para transmitir los esfuerzos, rotura de la pieza.
2. Rotura por sobrecarga de la orejeta externa del anclaje interior.
3. Fallo a fatiga y posteriormente por sobrecarga del pasador en la sección de menor área externa en el anclaje exterior.
4. Rotura por sobrecarga de la otra sección de poca área del pasador del anclaje exterior.

Además, la investigación ha concluido que en el último vuelo se produjo toda la secuencia de los hechos; es decir, la rotura del pasador interior desencadenó todos los fallos siguientes debidos a sobrecarga.

## Conclusiones
Después de este accidente y otros dos ocurridos en circunstancias similares (el de China Airlines y el de Japan Airlines), la idea de procurar un desprendimiento “limpio” de los motores en caso de fallo estructural ha sido abandonada. En los tres accidentes, se separó un motor causando graves daños al aparato: al borde de ataque, a los sistemas hidráulicos y neumáticos, a los controles, e incluso en este que acabamos de estudiar y en el de China Airlines se provocó la pérdida del otro motor. La nueva idea es que no sea posible el desprendimiento de los motores. La única circunstancia que se contempla es el fallo en caso de aterrizaje brusco, donde se procura que el motor no dañe los depósitos de combustible situados en el ala. La primera medida tomada bajo este concepto ha sido la de rediseñar los pasadores de los anclajes, eliminando la sección débil de menor área. Además, el mismo pasador se fabrica ahora en acero inoxidable altamente resistente a la corrosión y a la fatiga. De esta manera, se espera retrasar la aparición del fallo a fatiga. Todo el programa del pylon ha tenido que ser revisado bajo el concepto de fallo seguro y resistencia frente a la corrosión y a la fatiga. En nuestro caso, si las inspecciones hubieran funcionado adecuadamente, se podrían haber detectado las grietas a tiempo y así haber evitado el accidente. También se ha rediseñado totalmente el sistema de soporte del pylon, añadiéndole dos anclajes más en la zona central. En la ilustración, podemos ver un esquema de los dos nuevos anclajes que han sido añadidos en esa zona.

## Accidentes similares
Han sucedido en total dos accidentes similares a este. El primero le ocurrió el 29 de diciembre de 1991 al vuelo 358 de China Airlines, un avión de carga Boeing 747-2R7F que perdió los dos reactores de un ala y se estrelló escasos minutos después de despegar del Aeropuerto Internacional de Taiwán Taoyuan. La investigación posterior reportó que la causa del accidente fue la misma tanto para el ocurrido en Ámsterdam como para el ocurrido en Taiwán.
El otro accidente le ocurrió el 31 de marzo de 1993 a un Boeing 747-121 del vuelo 46E de Japan Airlines, cuando minutos después de haber despegado perdió el motor número 2 en una zona de turbulencias a unos 2000 pies de altitud (unos 700 m). Inmediatamente después del incidente, el avión realizó un alabeo y cabeceó incontroladamente. Al contrario que en los dos accidentes previos, el avión no perdió ningún otro motor, así que el capitán activó el procedimiento de emergencia y con el motor número 1 en máxima potencia consiguió dominar el avión y realizar un aterrizaje de emergencia en el Aeropuerto Internacional Ted Stevens Anchorage del que acababan de partir. En este accidente no resultó nadie herido.

## Homenajes

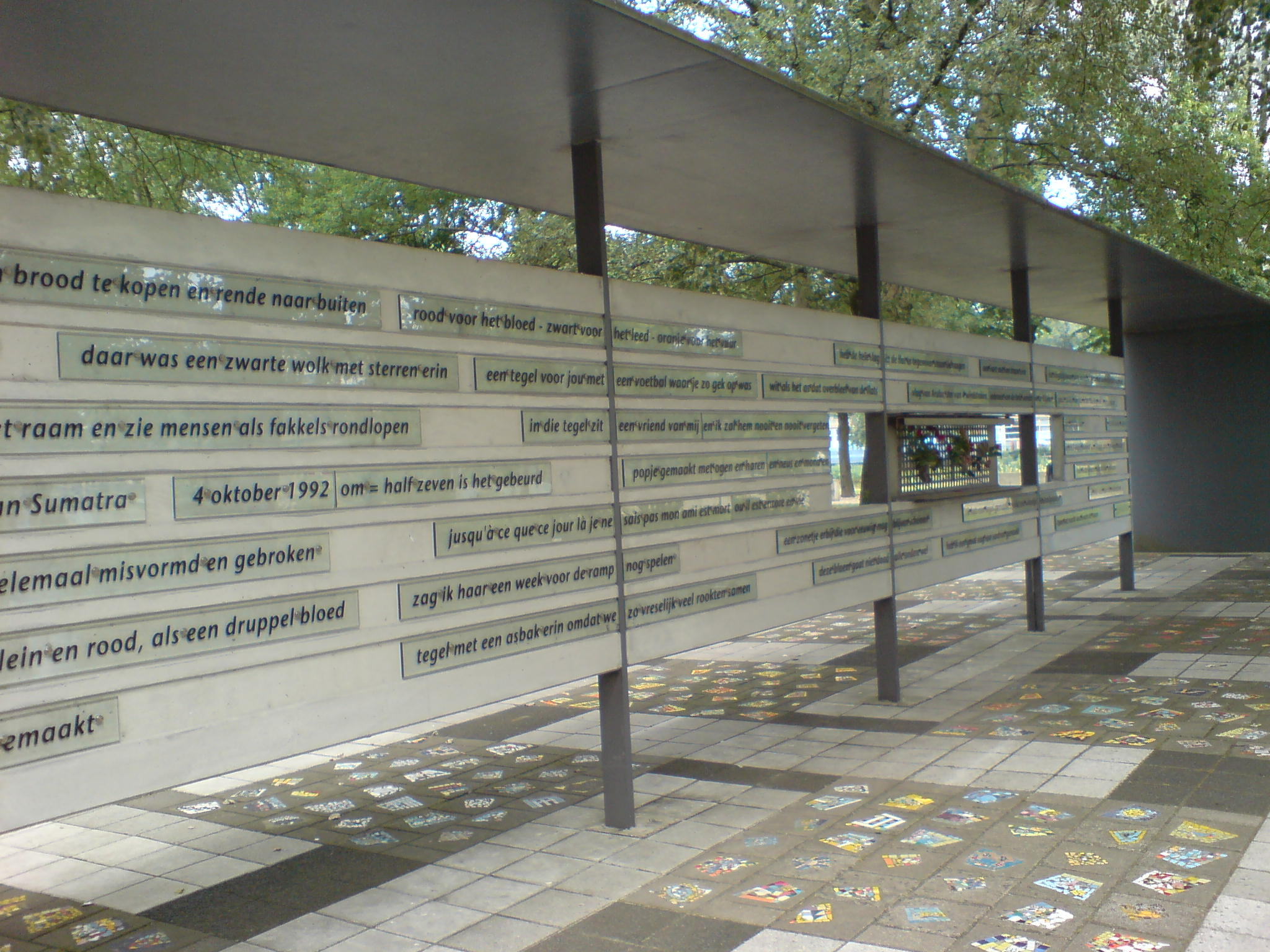
Monumento de homenaje a las víctimas.

Ocho días después del accidente, se reunieron en Ámsterdam unas 30 000 personas en una jornada de luto para homenajear y recordar a los muertos y heridos del accidente de aviación. Para este día la cifra estimada de muertos y desaparecidos ya había disminuido hasta la centena.
Los arquitectos Herman Hertzberger y Georges Descombes construyeron entre 1994 y 1998 en el lugar del accidente, un monumento homenaje a las víctimas del accidente donde aparecen los nombres de todas las personas que perecieron por causa de la catástrofe.

## Filmografía
- Este accidente fue presentado en el programa de televisión canadiense Mayday: catástrofes aéreas, en el episodio titulado en Hispanoamérica «Catástrofe en la altura» y en España «Catástrofe de altos vuelos». El accidente fue reexaminado en un episodio de una temporada compilatoria, titulado «Pérdida de un motor».
- El accidente está presentado en el programa de National Geographic Segundos catastróficos, en el episodio «Accidente aéreo en Ámsterdam», estrenado en 2007.
- También está disponible la transcripción de las conversaciones entre los pilotos y la torre de control que quedaron registradas en la caja negra del aparato.[25]
- También se lo relata al comienzo de la trilogía literaria "Caballo de Fuego" de la escritora argentina Florencia Bonelli (una historia de amor ficcional que está contextualizada por una serie de sucesos históricos conectados con el conflicto bélico que aún llevan adelante Palestina e Israel).